# Erik Martorell
Erik Martorell Haga (Barcellona, 26 giugno 1998) è un pistard e ciclista su strada spagnolo che corre per il team Manuela Fundación Continental.

## Palmarès

### Pista
- 2021

Campionati spagnoli, Inseguimento individuale
Campionati spagnoli, Omnium
Campionati spagnoli, Corsa a eliminazione

## Piazzamenti

### Competizioni mondiali
- Campionati del mondo su pista

Roubaix 2021 - Inseguimento individuale: 13º
Roubaix 2021 - Omnium: 5º
Roubaix 2021 - Americana: 11º
Roubaix 2021 - Corsa a eliminazione: 7º
St. Quentin-en-Yv. 2022 - Inseguimento a squadre: 15º
St. Quentin-en-Yv. 2022 - Inseguimento individuale: 16º
St. Quentin-en-Yv. 2022 - Corsa a eliminazione: 18º

### Competizioni europee
- Campionati europei su pista

Fiorenzuola d'Arda 2020 - Inseguimento individuale Under-23: 10º
Fiorenzuola d'Arda 2020 - Inseguimento a squadre Under-23: 6º
Fiorenzuola d'Arda 2020 - Americana Under-23: 11º
Plovdiv 2020 - Inseguimento a squadre: 6º
Plovdiv 2020 - Inseguimento individuale: 7º
Grenchen 2021 - Corsa a eliminazione: 8º
Grenchen 2021 - Inseguimento individuale: 9º
Grenchen 2021 - Americana: 13º
Monaco di Baviera 2022 - Corsa a eliminazione: 18º
Monaco di Baviera 2022 - Inseguimento a squadre: 15º
Monaco di Baviera 2022 - Inseguimento individuale: 16º
Grenchen 2023 - Corsa a eliminazione: 10º